# Tackhead
Tackhead es una agrupación de funk y hip hop activa durante finales de los años ochenta y comienzos de los noventa, y que se reformó en el año 2004 para realizar una gira. Su música es una mezcla entre el funk, el dub, la música industrial y la electrónica. Estuvo conformada por los músicos Doug Wimbish (bajo, actualmente en la agrupación Living Colour), Keith Leblanc (percusión) y Skip McDonald (guitarra). En su corta trayectoria lanzaron al mercado cuatro discos de estudio.

## Discografía

### Estudio
- Tackhead Tape Time (1987)
- Friendly as a Hand Grenade (1989)
- Strange Things (1990)
- For the Love of Money (2014)